# 에프스타티오스 호라파스
에프스타티오스 호라파스(그리스어: Ευστάθιος Χωραφάς, 1871 ~ ?)는 그리스의 수영 선수다. 그는 아테네에서 열린 1896년 하계 올림픽에 참가했다.
호라파스는 모든 참가자들에게 허용된 종목(3개)에 참가한 유일한 선수로 이 종목들은 각 경기가 끝나자마자 열렸다. 그의 기록과 100m 자유형 종목의 순위는 알 수 없지만 더 긴 종목(500m 자유형, 1200m 자유형)에서는 3위를 했다는 것을 알 수 있었다. 500m 자유형의 경우에는 호라파스는 3명의 참가자 중 3위를 했으며 1200m 자유형에서는 600m 가량을 거의 차이가 없게 수영했지만 결국에는 6명의 선수를 제쳤다.